# بريجيت لين
بريجيت لين (بالإنجليزية: Brigitte Lin)‏ (و. 1954 – م) هي ممثلة، وممثلة أفلام، وممثلة تلفزيونية، من تايوان، ولدت في تايبيه.

## جوائز
حصلت على جوائز منها:
- جائزة الحصان الذهبي لأفضل ممثلة رائدة  [لغات أخرى]‏، عن عمل: Red Dust (1990 film) [الإنجليزية]‏ (1990).[4]

## وصلات خارجية
- بريجيت لين على موقع IMDb (الإنجليزية)
- بريجيت لين على موقع ألو سيني (الفرنسية)
- بريجيت لين على موقع ميوزك برينز (الإنجليزية)
- بريجيت لين على موقع أول موفي (الإنجليزية)
- بريجيت لين على موقع قاعدة بيانات الأفلام السويدية (السويدية)
- بريجيت لين على موقع إن إن دي بي (الإنجليزية)
- بريجيت لين على موقع قاعدة بيانات الفيلم (الإنجليزية)
- بريجيت لين على موقع كينوبويسك (الروسية)